# Rita Bibeau
Pour les articles homonymes, voir Bibeau.
Rita Bibeau (née le 30 juillet 1924 à Montréal) est une actrice et chanteuse québécoise.

## Biographie
Marie Jacqueline Rita Bibeau est née dans la paroisse de St-Eusèbe-de-Verceil, dans le quartier Sainte-Marie de Montréal.  Elle est la fille de Léon Bibeau, journalier, et de Florida Dumouchel .
Le 9 décembre 1950, elle épouse Joseph Arthur Marcel Dame, un assistant-gérant du Parc Belmont, en l'église du Sacré-Cœur de Montréal.  Au bulletin statistique de mariage, il est indiqué qu'elle exerce alors la profession de secrétaire .  Marcel Dame sera plus tard major dans l'armée canadienne. Il décède à Montréal le 25 août 2014 
Dans les années 1970, elle devient une vedette associée à l'image du canal 10 (aujourd'hui le réseau TVA), alors qu'elle fait tandem avec Yvan Ducharme dans le populaire téléroman de Marcel Cabay, Les Berger.

## Filmographie

### Cinéma
- 1970 : Danger pour la société : Hélène
- 1985 : Le Matou : Mme Meloche
- 1994 : Louis 19, le roi des ondes : admiratrice âgée
- 2004 : Camping sauvage : mère de Bouton

### Télévision
- 1957 - 1961 : La Pension Velder : Carmen Michaud
- 1960 : Sous le signe du lion : l'employée d'un magasin
- 1970 - 1978 : Les Berger : Mariette Berger
- 1976 - 1977 : Quinze ans plus tard : Carmen Michaud
- 1981 - 1983 : Les Girouettes : Manon Leclerc-Paradis
- 1985 - 1987 : L'Âme-sœur : Albertine Laprise
- 1987 - 1989 : Un homme au foyer : Simone Arcand
- 1992 : L'Amour avec un grand A (épisode Ça fait pas partie de la job) : Marie Théorêt